# Biscogniauxia fuscella
Biscogniauxia fuscella är en svampart som först beskrevs av Rehm, och fick sitt nu gällande namn av F. San Martín & J.D. Rogers 1993. Biscogniauxia fuscella ingår i släktet Biscogniauxia och familjen kolkärnsvampar.   Inga underarter finns listade i Catalogue of Life.